# Ferrocarril Transcaspià
El ferrocarril Transcaspià fou una via fèrria estratègica de l'Imperi Rus. El 1880 el general Annenkov va començar la conquesta de les estepes del Turkmenistan a l'est de la mar Càspia i es va construir una línia fèrria des de Krasnovodsk que acompanyava a les tropes i n'assegurava els subministraments. El 1905 es va unir a Taixkent la línia Turksib (Turquestan-Sibèria) que venia del nord, deixant els estats musulmans de l'Àsia central encerclats. De la línia Transcaspià es va fer una branca al sud de Merv, fins a Kushka a la frontera afganesa, com una amenaça per Herat (la línia britànica Quetta-Chaman coneguda com a Sukkur, amenaçava al sud-est a Kandahar).